# セツナの愛
「セツナの愛」（せつなのあい）は、日本の音楽ユニットであるGRANRODEOの楽曲。ボーカルのKISHOWこと谷山紀章が作詞、ギターのe-ZUKAこと飯塚昌明が作曲しており、30枚目のシングルの表題曲として、2019年5月8日にLantisから発売された。

## 概要
「セツナの愛」は、テレビアニメ『文豪ストレイドッグス』第3シーズンのオープニング主題歌として起用された。
初回限定盤、通常盤、アニメ盤の3種形態でのリリースとなった。

## シングル収録内容
| 全作詞: 谷山紀章、全作曲・編曲: 飯塚昌明。 |                           |          |            |      |
| #                                          | タイトル                  | 作詞     | 作曲・編曲 | 時間 |
| 1.                                         | 「セツナの愛」            | 谷山紀章 | 飯塚昌明   | 4:33 |
| 2.                                         | 「フォルテ」              | 谷山紀章 | 飯塚昌明   | 4:30 |
| 4.                                         | 「セツナの愛」(OFF VOCAL) | 谷山紀章 | 飯塚昌明   | 4:33 |
| 5.                                         | 「フォルテ」(OFF VOCAL)   | 谷山紀章 | 飯塚昌明   | 4:30 |
| 合計時間:                                  | 合計時間:                 | 18:06    |            |      |

| #  | タイトル                   | 作詞 | 作曲・編曲 |
| -- | -------------------------- | ---- | ---------- |
| 1. | 「セツナの愛」(Music Clip) |      |            |

## チャート
| チャート                             | 最高 順位 | 出典  |
| ------------------------------------ | --------- | ----- |
| 日本・オリコン週間CDシングルチャート | 9         | [ 2 ] |
| Billboard Japan Hot 100              | 30        | [ 5 ] |
| Billboard Japan Hot Animation        | 5         | [ 6 ] |
| Billboard Japan Hot Singles Sales    | 10        | [ 7 ] |

オリコン週間ランキングで10位を獲得。オリコン週間ランキングでは2017年3月22日発売の「Glorious days」以来約2年ぶりにTOP10入りを果たした。